# Stephen E. Ambrose

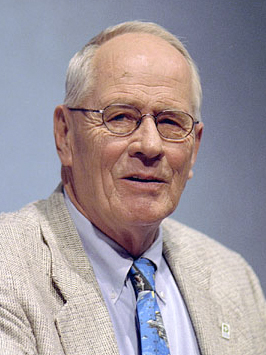
Stephen Ambrose (Jim Wallace, 2001)

Stephen Edward Ambrose (* 10. Januar 1936 in Decatur, Illinois; † 13. Oktober 2002 in Bay St. Louis, Mississippi) war ein US-amerikanischer Historiker und Biograf der US-Präsidenten Dwight D. Eisenhower sowie Richard Nixon.
Er war Sohn eines Arztes in Whitewater und verbrachte seine Jugend in Wisconsin. Er schrieb mehrere Kriegsbücher (D-Day, Citizen Soldiers und The Victors) und war als Geschichtsprofessor an verschiedenen Hochschulen und Universitäten tätig. Außerdem schrieb er Skripte für mehrere zeitgeschichtliche Dokumentarspielfilme (Band of Brothers, The World at War). 1989/90 war er Inhaber des Harold Keith Johnson Chair of Military History am U.S. Army Military History Institute.
In scharfe Kritik geriet Ambrose 2002, als bekannt wurde, dass er in vielen seiner Werke Passagen von anderen Autoren kopiert und als eigenes Werk ausgegeben (Plagiat) hatte. Ambrose – er starb im Oktober 2002 an Lungenkrebs – konnte seinen Ruf als seriöser Wissenschaftler nicht wiederherstellen. Er sagte den Urhebern Überarbeitungen seiner Werke zu; dazu kam es vor seinem Tod nicht mehr.
1998 erhielt er den Samuel Eliot Morison Prize.
Stephen Ambrose wurde in Bay St. Louis bestattet.

## Schriften (Auswahl)
(chronologisch)
- Halleck. Lincoln’s Chief of Staff. Louisiana State University Press, Baton Rouge LA 1962.
- Upton and the Army. Louisiana State University Press, Baton Rouge LA 1964.
- Duty, Honor, Country. A History of West Point. Johns Hopkins University Press, Baltimore MD 1966.
- Eisenhower and Berlin, 1945. The Decision to Halt at the Elbe. Norton, New York, NY 1967.
- The Supreme Commander. The War Years of General Dwight D. Eisenhower. Doubleday, Garden City NY 1970.
- Crazy Horse and Custer. The Parallel Lives of two American Warriors. Doubleday, Garden City NY 1975, ISBN 0-385-09666-6.
- Ike’s Spies. Eisenhower and the Espionage Establishment. Doubleday, Garden City NY 1981, ISBN 0-385-14493-8.
- Eisenhower. 2 Bände. Simon and Schuster, New York NY 1983–1984;
  - Band 1: Soldier, General of the Army, President Elect. 1890–1952. 1983, ISBN 0-671-44069-1;
  - Band 2: The President. 1984, ISBN 0-671-49901-7.
- Pegasus Bridge. June 6, 1944. Simon and Schuster, New York NY u. a. 1985, ISBN 0-671-52374-0.
- Nixon. 3 Bände. Simon and Schuster, New York NY 1987–1991;
  - Band 1: The Education of a Politician. 1913–1962. 1983, ISBN 0-671-52836-X;
  - Band 2: The Triumph of a Politician. 1962–1972. 1989, ISBN 0-671-52837-8;
  - Band 3: Ruin and Recovery. 1973–1990. 1991, ISBN 0-671-69188-0.
- Band of Brothers. E Company, 506th Regiment, 101st Airborne. From Normandy to Hitler’s Eagle’s Nest. Simon and Schuster, New York NY u. a. 1992, ISBN 0-671-76922-7.
- D-Day, June 6, 1944. The Climactic Battle of World War II. Simon and Schuster, New York NY u. a. 1994, ISBN 0-671-88403-4.
- Undaunted Courage. Meriwether Lewis, Thomas Jefferson, and the Opening of the American West. Simon and Schuster, New York NY u. a. 1996, ISBN 0-684-81107-3.
- Citizen Soldiers. The U.S. Army from the Normandy Beaches to the Bulge to the Surrender of Germany, June 7, 1944 – May 7, 1945. Simon and Schuster, New York NY u. a. 1997, ISBN 0-684-81525-7.
- Americans at War. University Press of Mississippi, Jackson MS 1997, ISBN 1-57806-026-5.
- The Victors. Eisenhower and his Boys. The Men of World War II. Simon & Schuster, New York NY u. a. 1998, ISBN 0-684-85628-X.
- Comrades. Brothers, Fathers, Heroes, Sons, Pals. Simon & Schuster, New York NY u. a. 1999, ISBN 0-684-86718-4.
- Nothing Like it in the World. The Men who Built the Transcontinental Railroad. 1863–1869. Simon & Schuster, New York NY u. a. 2000, ISBN 0-684-84609-8.
- The Wild Blue. The Men and Boys who Flew the B-24s over Germany. Simon & Schuster, New York NY u. a. 2001, ISBN 0-7432-0339-9.
- To America. Personal Reflections of an Historian. Simon & Schuster, New York NY u. a. 2002, ISBN 0-7432-0275-9.
- This Vast Land. A Young Man’s Journal of the Lewis and Clark Expedition. A Novel. Simon & Schuster Books for Young Readers, New York NY 2003, ISBN 0-689-86448-5.